# Episodi di Play of the Week (seconda stagione)
La seconda stagione della serie televisiva Play of the Week è andata in onda negli Stati Uniti dal 26 settembre 1960 al 1º maggio 1961 in syndication.
| nº | Titolo originale                                                          | Prima TV USA      |
| -- | ------------------------------------------------------------------------- | ----------------- |
| 1  | Henry IV                                                                  | 26 settembre 1960 |
| 2  | The Dybbuk                                                                | 3 ottobre 1960    |
| 3  | Legend of Lovers                                                          | 10 ottobre 1960   |
| 4  | The Velvet Glove                                                          | 17 ottobre 1960   |
| 5  | Duet for Two Hands                                                        | 24 ottobre 1960   |
| 6  | Seven Times Monday                                                        | 31 ottobre 1960   |
| 7  | Two by Saroyan: 'Once Around the Block' and 'My Heart's in the Highlands' | 7 novembre 1960   |
| 8  | The Iceman Cometh: Part 1                                                 | 14 novembre 1960  |
| 9  | The Iceman Cometh: Part 2                                                 | 21 novembre 1960  |
| 10 | Highlights of New Faces                                                   | 28 novembre 1960  |
| 11 | Uncle Harry                                                               | 5 dicembre 1960   |
| 12 | Rashomon                                                                  | 12 dicembre 1960  |
| 13 | Emmanuel                                                                  | 19 dicembre 1960  |
| 14 | Episodio 2x14                                                             | ?                 |
| 15 | A Clearing in the Woods                                                   | 2 gennaio 1961    |
| 16 | The Potting Shed                                                          | 9 gennaio 1961    |
| 17 | Black Monday                                                              | 16 gennaio 1961   |
| 18 | New York Scrapbook                                                        | 23 gennaio 1961   |
| 19 | He Who Gets Slapped                                                       | 30 gennaio 1961   |
| 20 | Four by Tennessee                                                         | 6 febbraio 1961   |
| 21 | The Sound of Murder                                                       | 13 febbraio 1961  |
| 22 | The Magic and the Loss                                                    | ?                 |
| 23 | No Exit/The Indifferent Lover                                             | 27 febbraio 1961  |
| 24 | The Old Foolishness                                                       | 6 marzo 1961      |
| 25 | Therese Raquin                                                            | 13 marzo 1961     |
| 26 | The Wooden Dish                                                           | 20 marzo 1961     |
| 27 | A Cool Wind Over the Living                                               | 27 marzo 1961     |
| 28 | Waiting for Godot                                                         | 3 aprile 1961     |
| 29 | In a Garden                                                               | 10 aprile 1961    |
| 30 | The Wingless Victory                                                      | 17 aprile 1961    |
| 31 | Close Quarters                                                            | 24 aprile 1961    |
| 32 | All Summer Long                                                           | 1º maggio 1961    |

## Henry IV
- Prima televisiva: 26 settembre 1960

### Trama
- Guest star: Nan Martin (Lady Percy), Donald Madden (Harry Percy), Ray Reinhardt (Archibald, Earl of Douglas), Albert Quinton (Owen Glendower), Eric Berry (Sir John Falstaff), J. D. Cannon (Poins), Donald Davis (King Henry IV), Dran Hamilton (Lady Mortimer), Jerry Hardin (Peto), John Heffernan (Francis / Sir Richard Vernon), Gerry Jedd (Mistress Quickly), Stephen Joyce (Prince Hal), Nicholas Kepros (Lord John of Lancaster), Jock Livingston (Bardolph), Ted van Griethuysen (Edmund Mortimer, Earl of March)

## The Dybbuk
- Prima televisiva: 3 ottobre 1960

### Trama
- Guest star: Gene Saks (Mikoel), Jerry Rockwood (Ilya), Michael Shille (Rabbi Samson), Milton Selzer (messaggero), Theodore Bikel (Sender), Sylvia Davis (Frade), Ludwig Donath (Rabbi Azrael), Vincent Gardenia (Nissen), Stefan Gierasch (Yonya), Theo Goetz (Meyer), Carol Lawrence (Leah), Eli Mintz (Nachmon), Michael Tolan (Channon)

## Legend of Lovers
- Prima televisiva: 10 ottobre 1960

### Trama
- Guest star: Michael Constantine, Sam Jaffe, Piper Laurie (Eurydice), Robert Loggia (Orpheus), Polly Rowles

## The Velvet Glove
- Prima televisiva: 17 ottobre 1960

### Trama
- Guest star: Helen Hayes (Mother Hildebrand), Larry Gates (Bishop), Collin Wilcox Paxton (Mary), Robert Morse (professore Pearson), Jean Dixon (Monica), Arthur Shields

## Duet for Two Hands
- Prima televisiva: 24 ottobre 1960

### Trama
- Guest star: Patrick Horgan (Stephen Cass), Signe Hasso (Herda Sarclet), Eric Portman (dottor Edward Sarclet), Lois Nettleton (Abigail Sarclet), Margaretta Warwick (Fletty - Maid)

## Seven Times Monday
- Prima televisiva: 31 ottobre 1960

### Trama
- Guest star: Judson Laire (John Cliff), Milt Kamen (Harold), Earl Sydnor (Miller), Rosetta LeNoire (Belle), Billie Allen (Ruthir), Warren Berlinger (Salvatore Mantini), Ossie Davis (Will), Ruby Dee (Lila), William Windom (Bob)

## Two by Saroyan: 'Once Around the Block' and 'My Heart's in the Highlands'
- Prima televisiva: 7 novembre 1960

### Trama
- Guest star: Myron McCormick, Walter Matthau, Orson Bean, Kevin Coughlin, Larry Hagman, Eddie Hodges, Nina Wilcox

## The Iceman Cometh: Part 1
- Prima televisiva: 14 novembre 1960

### Trama
- Guest star: Michael Strong (Chuck), Jason Robards (Theodore 'Hickey' Hickman), Charles White (Pat), Herb Voland (Moran), Sorrell Booke (Hugo), Julie Bovasso (Pearl), Hilda Brawner (Margie), James Broderick (Willie Oban), Joan Copeland (Cora), Harrison Dowd (Jimmy Tomorrow), Maxwell Glanville (Joe Mott), Walter Klavun (Ed Mosher), Myron McCormick (Larry Slade), Tom Pedi (Rocky), Farrell Pelly (Harry Hope), Ronald Radd (capitano), Robert Redford (Don Parritt), Roland Winters (generale Piet Wetjoen)

## The Iceman Cometh: Part 2
- Prima televisiva: 21 novembre 1960

### Trama
- Guest star: Michael Strong (Chuck), Jason Robards (Theodore 'Hickey' Hickman), Charles White (Pat), Herb Voland (Moran), Sorrell Booke (Hugo), Julie Bovasso (Pearl), Hilda Brawner (Margie), James Broderick (Willie Oban), Joan Copeland (Cora), Harrison Dowd (Jimmy Tomorrow), Maxwell Glanville (Joe Mott), Walter Klavun (Ed Mosher), Myron McCormick (Larry Slade), Tom Pedi (Rocky), Farrell Pelly (Harry Hope), Ronald Radd (capitano), Robert Redford (Don Parritt), Roland Winters (generale Piet Wetjoen)

## Highlights of New Faces
- Prima televisiva: 28 novembre 1960

### Trama
- Guest star: Inga Swenson, Paul Lynde, June Carroll, Robert Clary, Alice Ghostley, Ronny Graham, Virginia Wilson

## Uncle Harry
- Prima televisiva: 5 dicembre 1960

### Trama
- Guest star: Ruth Ford (Lettie), Betty Field (Hester), Ray Walston (zio Harry), Sylvia Miles (Miss Phipps), Jeff Donnell (Lucy), John Zacherle (Mr. Jenkins)

## Rashomon
- Prima televisiva: 12 dicembre 1960

### Trama
- Guest star: Aida Lioy (Medium), Carol Lawrence (moglie), Ricardo Montalbán (Bandit Tasmoro), James Mitchell (marito), Osceola Archer (Commoner), Harry Davis (poliziotto), Michael Higgins (prete), Oskar Homolka (Ghoul), Michael Shille (Woodcutter)

## Emmanuel
- Prima televisiva: 19 dicembre 1960

### Trama
- Guest star: Albert Dekker (King Herod), Earle Hyman, Lois Nettleton (Mary), Peter Mark Richman (Joseph)

## Episodio 2x14
- Prima televisiva: ?

### Trama
- Guest star:

## A Clearing in the Woods
- Prima televisiva: 2 gennaio 1961

### Trama
- Guest star: Celeste Holm (Virginia), Arthur Hill (Barney), Gerald S. O'Loughlin (Andy), Nancy Malone (Ginna), J. D. Cannon (George), Candace Culkin (Jigee), Barbara Dana (Nora), James Olson (Pete Hazelmae)

## The Potting Shed
- Prima televisiva: 9 gennaio 1961

### Trama
- Guest star: Ludwig Donath (dottor Kreuzer), Frank Conroy (padre William Califer), Fritz Weaver (James Califer), Ann Harding (Mrs. Califer), Zina Bethune (Anne), Nancy Wickwire (Sara)

## Black Monday
- Prima televisiva: 16 gennaio 1961

### Trama
- Guest star: Richard Ward, Glynn Turman, House Jameson, Roy Johnson, Lincoln Kilpatrick, Myron McCormick (Dennison), Pat Hingle (Arthur McGill), Joanna Roos, Hilda Sims (Lily), Dan Morgan, William Prince, Andrew Prine, Robert Redford (George), Edward Asner, James Caan, Nancy Coleman (Betty), Marc Connelly (Porter), Claudia Crawford, Ossie Davis, Ruby Dee (Jane), Ivan Dixon, Frances Fuller, Charles Grodin, Luke Halpin, Juano Hernández (James), Arthur Tell, Joey Trent, Jerry Wimberley

## New York Scrapbook
- Prima televisiva: 23 gennaio 1961

### Trama
- Guest star: Jane Connell, Orson Bean, Maureen Bailey, Kaye Ballard, Kenneth Nelson

## He Who Gets Slapped
- Prima televisiva: 30 gennaio 1961

### Trama
- Guest star: Carroll O'Connor, Julie Harris, Richard Basehart, David Opatoshu (Manchini), Loring Smith (Brique)

## Four by Tennessee
- Prima televisiva: 6 febbraio 1961

### Trama
- Guest star: Maureen Stapleton, Alfred Ryder, Thomas Chalmers, Eileen Heckart, Mike Kellin, Leueen MacGrath, Vivian Nathan, Anne Revere, Jo Van Fleet

## The Sound of Murder
- Prima televisiva: 13 febbraio 1961

### Trama
- Guest star: Donald Davis, Kim Hunter, Felicia Montealegre

## The Magic and the Loss
- Prima televisiva: ?

### Trama
- Guest star: Vicki Cummings (Anita Harmon), Frederick Clarke (Nick Wilson), Patricia Neal (Grace Wilson), Jeffrey Lynn (George Wilson), Patrick O'Neal (Larry Graves)

## No Exit/The Indifferent Lover
- Prima televisiva: 27 febbraio 1961

### Trama
- Guest star: Miriam Hopkins, Colleen Dewhurst, Dane Clark, Diana Hyland

## The Old Foolishness
- Prima televisiva: 6 marzo 1961

### Trama
- Guest star: Fred Gwynne, Sally Ann Howes, Albert Salmi

## Therese Raquin
- Prima televisiva: 13 marzo 1961

### Trama
- Guest star: Anne Meacham, Donald McKee, Joyce Bulifant, Philip Coolidge, Alvin Epstein, William Kerwin, Eva Le Gallienne, Peter Mark Richman

## The Wooden Dish
- Prima televisiva: 20 marzo 1961

### Trama
- Guest star: Henry Hull, Martha Scott (Clara)

## A Cool Wind Over the Living
- Prima televisiva: 27 marzo 1961

### Trama
- Guest star: Carmen Mathews, Diana Hyland, J. D. Cannon, James Patterson

## Waiting for Godot
- Prima televisiva: 3 aprile 1961

### Trama
- Guest star: Alvin Epstein (Lucky), Kurt Kasznar (Pozzo), Barney Rosset (se stesso - Publisher, Grove Press), Luke Halpin (ragazzo), Burgess Meredith (Vladimir), Zero Mostel (Estragon), Milo O'Shea (Presenter)

## In a Garden
- Prima televisiva: 10 aprile 1961

### Trama
- Guest star: Roddy McDowall, Laurie Main, Barbara Cook, George Grizzard, Frances Sternhagen

## The Wingless Victory
- Prima televisiva: 17 aprile 1961

### Trama
- Guest star: Michael Tolan, Hugh O'Brian, Eartha Kitt, Cathleen Nesbitt, Jane Wyatt

## Close Quarters
- Prima televisiva: 24 aprile 1961

### Trama
- Guest star: Patricia Jessel, Richard Kiley

## All Summer Long
- Prima televisiva: 1º maggio 1961

### Trama
- Guest star: Keir Dullea, Betty Field, Henderson Forsythe